# Estrangerismes en japonès
Els estrangerismes o 外来語 gairaigo són els mots importats d'altres llengües diferents del xinès. La gran majoria provenen de llengües europees, entre les quals el portuguès, l'anglès, l'alemany, el francès, l'italià o el neerlandès, així com l'espanyol, el llatí o d'altres. Actualment la quantitat més gran d'estrangerismes vius prové de l'anglès, fruit de la influència nord-americana al Japó durant el segle xx. Tots els estrangerismes europeus s'escriuen en katakana.

## Portuguès
Ara bé, bona part dels estrangerismes més antics provenen del portuguès, perquè els jesuïtes portuguesos van ser els primers occidentals a introduir idees, ciència, tecnologia i productes occidentals al Japó entre els segles XV i XVI. Hi ha alguns préstecs que encara són molt vius i d'ús comú:
| Paraula  | Pronúncia | Mot original en portuguès premodern                     | Significat |
| -------- | --------- | ------------------------------------------------------- | ---------- |
| ボタン   | botan     | botão                                                   | botó       |
| ベランダ | beranda   | varanda                                                 | balcó      |
| キリスト | kirisuto  | Christo                                                 | Crist      |
| ロザリオ | rozario   | rosario                                                 | rosari     |
| パン     | pan       | pão                                                     | pa         |
| 天ぷら   | tenpura   | temperar                                                | tempura    |
| サボテン | saboten   | potser de sabão, per la consistència de sabó de la saba | cactus     |
| タバコ   | tabako    | tabaco                                                  | tabac      |

La resta de lusitanismes són majoritàriament arcaismes religiosos com アンジョ anjo per àngel (anjo PT) o デウス deusu per Déu (Deus PT).
És d'especial d'interès que el mot d'un menjar japonès tan conegut com tempura sigui d'origen estranger.

## Neerlandès
La següent onada d'estrangerismes va ser neerlandesa, fruit de les intenses relacions comercials entre la Companyia Neerlandesa de les Índies Orientals entre el segle XVI i el segle xviii. Malgrat que hi van haver fins a 3000 paraules d'origen holandès en el lèxic japonès (encara que en alguns casos el neerlandès era un mer intermediari d'altres llengües), actualment només en sobreviuen unes 160 (majoritàriament tecnicocientífiques), perquè la majoria van ser suplantades per nous equivalents sinojaponesos o nous préstecs de llengües més prestigioses durant els segles xix i xx. Alguns exemples de paraules vives:
| Paraula    | Pronúncia | Mot original | Significat |
| ---------- | --------- | ------------ | ---------- |
| ビール     | biiru     | bier         | cervesa    |
| ドイツ     | doitsu    | Duits        | alemany    |
| ガラス     | garasu    | glas         | vidre      |
| ゴム       | gomu      | gom          | goma       |
| アルカリ   | arukari   | alkali       | alcalí     |
| アルコール | arukooru  | alcohol      | alcohol    |

## Alemany
Un altre grup d'estrangerismes important és l'alemany. La majoria de préstecs són molt tècnics i de l'àmbit de la filosofia i la medicina, però alguns més comuns són d'ús molt freqüent:
| Paraula    | Pronúncia | Mot original | Significat             |
| ---------- | --------- | ------------ | ---------------------- |
| アレルギー | arerugii  | Allergie     | al·lèrgia              |
| アルバイト | arubaito  | Arbeit       | feina de mitja jornada |
| デマ       | dema      | Demagogie    | rumor (nociu)          |
| エネルギー | enerugii  | Energie      | energia                |
| カフェイン | kafein    | Kaffein      | cafeïna                |
| アスピリン | asupirin  | Aspirin      | aspirina               |
| ホルモン   | horumon   | Hormon       | hormona                |

Un altre cop, un altre concepte força idiosincràtic japonès, el de (アル)バイト (aru)baito, que s'empra per referir-se a les feines de mitja jornada que fan típicament els estudiants (o adults sense una feina "de debò"), prové d'un altre idioma.
Molts préstecs emprats en química provenen de l'alemany i no l'anglès, fet constatable per la quantitat de mots que acaben en consonants (més la u de suport si s'escau) o per mots directament alemanys (チタン chitan per titani en comptes d'un possible anglès チテーニアム chiteeniamu):
| Paraula    | Pronúncia | Mot original | Significat |
| ---------- | --------- | ------------ | ---------- |
| アルカン   | arukan    | Alkan        | alcà       |
| メタン     | metan     | Methan       | metà       |
| エタン     | etan      | Ethan        | età        |
| プロパン   | puropan   | Propan       | propà      |
| ブタン     | butan     | Butan        | butà       |
| アンチモン | anchimon  | Antimon      | antimoni   |
| ウラン     | uran      | Uran         | urà        |
| カリウム   | kariumu   | Kalium       | potassi    |
| クロム     | kuromu    | Chrom        | crom       |
| ゲル       | geru      | Gel          | Gel        |
| セレン     | seren     | Selen        | seleni     |
| チタン     | chitan    | Titan        | titani     |
| テルル     | teruru    | Tellur       | tel·luri   |

## Francès
Com a llengua d'art i cultura, el francès també va deixar una copiosa quantitat de préstecs en el japonès, sobretot relacionats amb les arts i la cuina, però també amb la política:
| Paraula      | Pronúncia | Mot original | Significat              |
| ------------ | --------- | ------------ | ----------------------- |
| デビュー     | debyuu    | debut        | debut                   |
| ランデブー   | randebuu  | rendez-vous  | cita romàntica          |
| コンクール   | konkuuru  | concours     | concurs (musical)       |
| マヨネーズ   | mayoneezu | mayonnaise   | maionesa                |
| グルメ       | gurume    | gourmet      | gourmet                 |
| アンサンブル | ansanburu | ensemble     | orquestra, grup coral   |
| メニュー     | menyuu    | menu         | menú                    |
| レストラン   | resutoran | restaurant   | restaurant              |
| クーデター   | kuudetaa  | coup d'État  | cop d'estat             |
| レアリスム   | rearisumu | réalisme     | realisme                |
| デジャヴ     | dejavu    | déjà vu      | déjà-vu                 |
| クレヨン     | kureyon   | crayon       | llapis de color de cera |
| アトリエ     | atorie    | atelier      | taller                  |

レストラン restutoran i メニュー menyuu són d'ús increïblement freqüent, i pel que fa a クレヨン kureyon només cal pensar a クレヨンしんちゃん kureyon shinchan o, com el coneixem aquí, "Shin-chan".

## Espanyol i italià
D'aquestes dues llengües la majoria de préstecs que es fan servir són gastronòmics, de productes avui dia internacionals. Alguns exemples:
| Paraula      | Pronúncia  | Mot original |
| ------------ | ---------- | ------------ |
| ピザ         | piza       | pizza        |
| パスタ       | pasuta     | pasta        |
| エスプレッソ | esupuresso | espresso     |
| ラビオリ     | rabiori    | ravioli      |
| タコス       | takosu     | tacos        |
| テキーラ     | tekiira    | tequila      |

## Anglès
Finalment, el grup més important d'estrangerismes actuals és el de l'anglès, importats gairebé tots durant el segle XX a causa de la influència estatunidenca al Japó, i que constitueixen una quantitat força copiosa. A tall d'exemple:
| Paraula            | Pronúncia      | Mot original | Significat                                      |
| ------------------ | -------------- | ------------ | ----------------------------------------------- |
| エスカレーター     | esukareetaa    | escalator    | escales mecàniques                              |
| ペン               | pen            | pen          | bolígraf                                        |
| ファイナル         | fainaru        | final        | últim, darrer                                   |
| ファイト           | faito          | fight        | emprat per encoratjar o sembrar zitzània        |
| ドンマイ           | dorama         | drama        | sèrie televisiva                                |
| ファンタジー       | fantajii       | fantasy      | fantasia                                        |
| ゴールデンウイーク | gooruden wiiku | golden week  | Setmana de festa nacional anomenada Golden Week |
| ギャル             | gyaru          | gal          | Noia pertanyent a la subcultura gyaru           |
| イメージ           | imeeji         | image        | imatge (d'imaginació)                           |
| イラスト           | irasuto        | illustration | il·lustració (dibuix)                           |
| ジュース           | juusu          | juice        | suc                                             |
| キャベツ           | kyabetsu       | cabbage      | enciam, col                                     |
| コントロール       | contorooru     | control      | controlar                                       |
| プレイヤー         | pureiyaa       | player       | jugador                                         |
| プレイ             | purei          | play         | jugar                                           |
| セックス           | sekkusu        | sex          | sexe                                            |
| ソフト             | sofuto         | software     | programari, software                            |
| アイスクリーム     | aisukuriimu    | ice cream    | gelat                                           |
| スマホ             | sumaho         | smartphone   | smartphone                                      |
| テレビ             | terebi         | television   | televisió                                       |
| ゲーム             | geemu          | game         | joc                                             |
| トマト             | tomato         | tomato       | tomàquet                                        |
| ヴァージンロード   | vaajin roodo   | virgin road  | camí que recorren els nuvis en una boda         |
| ワンピース         | wanpiisu       | one piece    | vestit                                          |
| ヨット             | yotto          | yacht        | iot                                             |
| マイク             | maiku          | microphone   | micròfon                                        |